# 小行星9332
小行星9332（英語：9332）是一颗围绕太阳公转的小行星。1990年9月16日，亨利·E·霍爾特在帕洛马山发现了此天体。
这颗小行星的绝对星等为212.1060436283472等。